# فؤاد طوال
المونسنيور فؤاد طوال هو بطريرك ورئيس أساقفة اللاتين في القدس سابقًا. ولد بتاريخ 23 تشرين الأول/أكتوبر عام 1940 في مدينة مادبا في الأردن، وقد كان الخامس بين أخوته التسعة. أكمل تعليمه في المدرسة الإكليريكية في بيت جالا، رسم طوال كاهناً عام 1966 وعمل مدة خمس سنوات بصفة كاهن مساعد في البطريركية. أرسل لاحقا إلى روما حيث تابع دراسته في الحق القانوني والقانون الدولي، وقضى سنتني في التخصص في الأكاديمية الحبرية الكنسية ونال شهادة الدكتوراة في الحق القانوني من جامعة اللاتران الحبرية.
انخرط في السلك الدبلوماسي الفاتيكاني عام 1967 حيث عين كقائم بأعمال في السفارة البابوية في الهندوراس وعاش هناك مدة ست سنوات أتقن خلالها الإسبانية، وبالإضافة لعمله في السفارة فقد كان يقوم أيضاً بخدمات رعوية مختلفة في الكنائس المحلية. وفي عام 1982 عاد إلى الفاتيكان ليعمل في أمانة سر الدولة حتى عام 1985، وكانت قد أوكلت إليه مهمة 19 دولة أفريقية ناطقة باللغة الفرنسية. بفضل مركزه ذاك تمكن فؤاد طوال من مقابلة شخصيات دينية وسياسية بارزة من بينها رؤساء دول.
عمل بعد ذلك كدبلوماسي في مصر، وفي عام 1988 في ألمانيا وتمكن هناك بسبب عمله في خدمة رعية صغيرة من تعلم اللغة الألمانية. وفي عام 1990 عاد مجدداً إلى أمريكا الجنوبية ليستلم مهامه كمستشار في السفارة البابوية في ليما عاصمة البيرو، ولم تمنعه وظيفته تلك من أن يكون كاهناً لأبناء كنيسته من الفلسطينيين المغتربين في تلك البلاد.
تم تعيينه وسيامته عام 1992 كأسقفاً حبرياً لأبرشية تونس، وتمت ترقيته عام 1995 ليصبح رئيس أساقفة. وكان أول عربي يشغل منصب رئيس أساقفة تونس للكنيسة الكاثوليكية حيث كانت تعتبر كنيسة المنطقة امتداداً للكنيسة الكاثوليكية الفرنسية ماوراء البحار وبالتالي كان يتم تعيين رعاتها من الأساقفة الفرنسيين. في عام 2005 عينه البابا معاوناً بطريركياً على القدس.
بتاريخ 21 حزيران/يونيو 2008 سلم البطريرك ميشيل صباح عصا السلطة البطريركية لخلفه فؤاد طوال، وفي اليوم التالي الأحد 22 حزيران/يونيو احتفل بتنصيبه بطريركاً جديداً لكنيسة القدس للاتين الكاثوليك وذلك في كنيسة القيامة، وفي يوم الإثنين 23 حزيران/يونيو أقام طوال قداسه الأول كبطريرك في الكنيسة ذاتها.

## وصلات داخلية

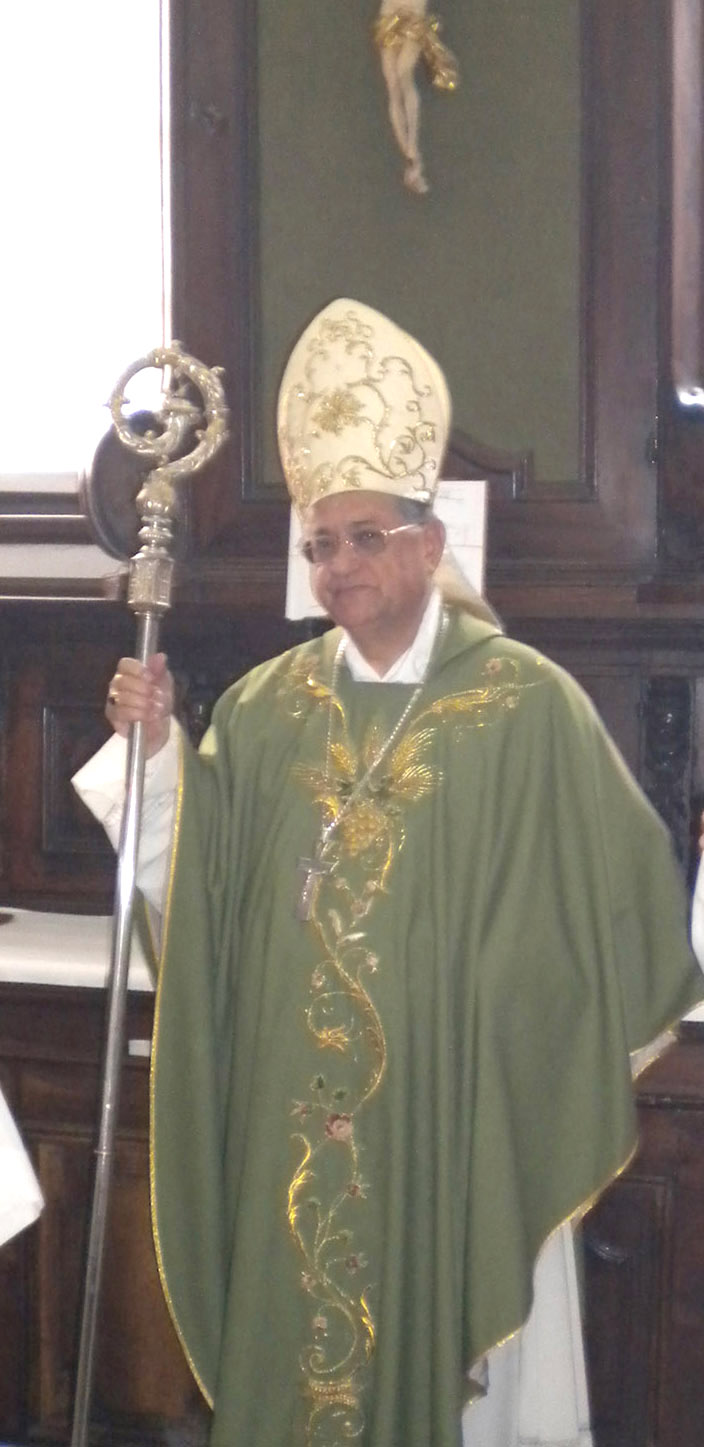
البطريرك فؤاد طوال - 2009

- كنيسة اللاتين في القدس
- لويجي بارلاسينا

## وصلات خارجية
- الموقع الرسمي للبطريركية اللاتينية في القدس